# Schopper-Riegler
Schopper-Riegler is een maat die gebruikt wordt om de maalgraad van een suspensie van papiervezels in water uit te drukken. Het is een term dat veel wordt gebruikt bij de productie van papier. De maalgraad wordt uitgedrukt in graden Schopper-Riegler (°SR). Het proces in gestandaardiseerd in ISO 5267/1.
Het toestel om de Schopper-Riegler te bepalen bestaat uit een roerwerk en een beker van een liter inhoud, die overgaat in een trechtervorm. Op de positie waar de beker overgaat in de trechtervorm bevindt zich een zeef waar het water doorheen kan lopen en de vezel een vezelmat vormt. Boven in de beker bevindt zich een soort stop, die ervoor zorgt dat het water niet wegloopt, totdat de stop wordt weggetrokken (en de meting begint). In de trechter bevinden zich twee openingen: een helemaal onder in de kegel en een iets verhoogd. Het water wordt opgevangen in een maatbeker. Het water dat wegloopt in de tweede, iets hogere, opening wordt gemeten.
De tijd dat een bepaalde hoeveelheid water wegloopt van een oplossing met 2 gram absoluut droge papierstof wordt gemeten. 10 ml water komt overeen met 1 °SR.
De hardheid van water heeft invloed op de bepaling van de Schopper-Riegler.
Voor celstof geldt de volgende indeling:
- Niet gemalen : 13 - 17 °SR
- Licht gemalen: 20 - 25 °SR
- Normaal gemalen: 30 - 40 °SR
- Sterk gemalen: 50 - 60 °SR
- extreem sterk gemalen: 80 - 90 °SR

Ontinkt oudpapier heeft een maalgraad van ongeveer 60 - 65 °SR.
Een alternatieve voor Schopper-Riegler is Canadian Standard Freeness (CSF).